# Escarabajo rinoceronte

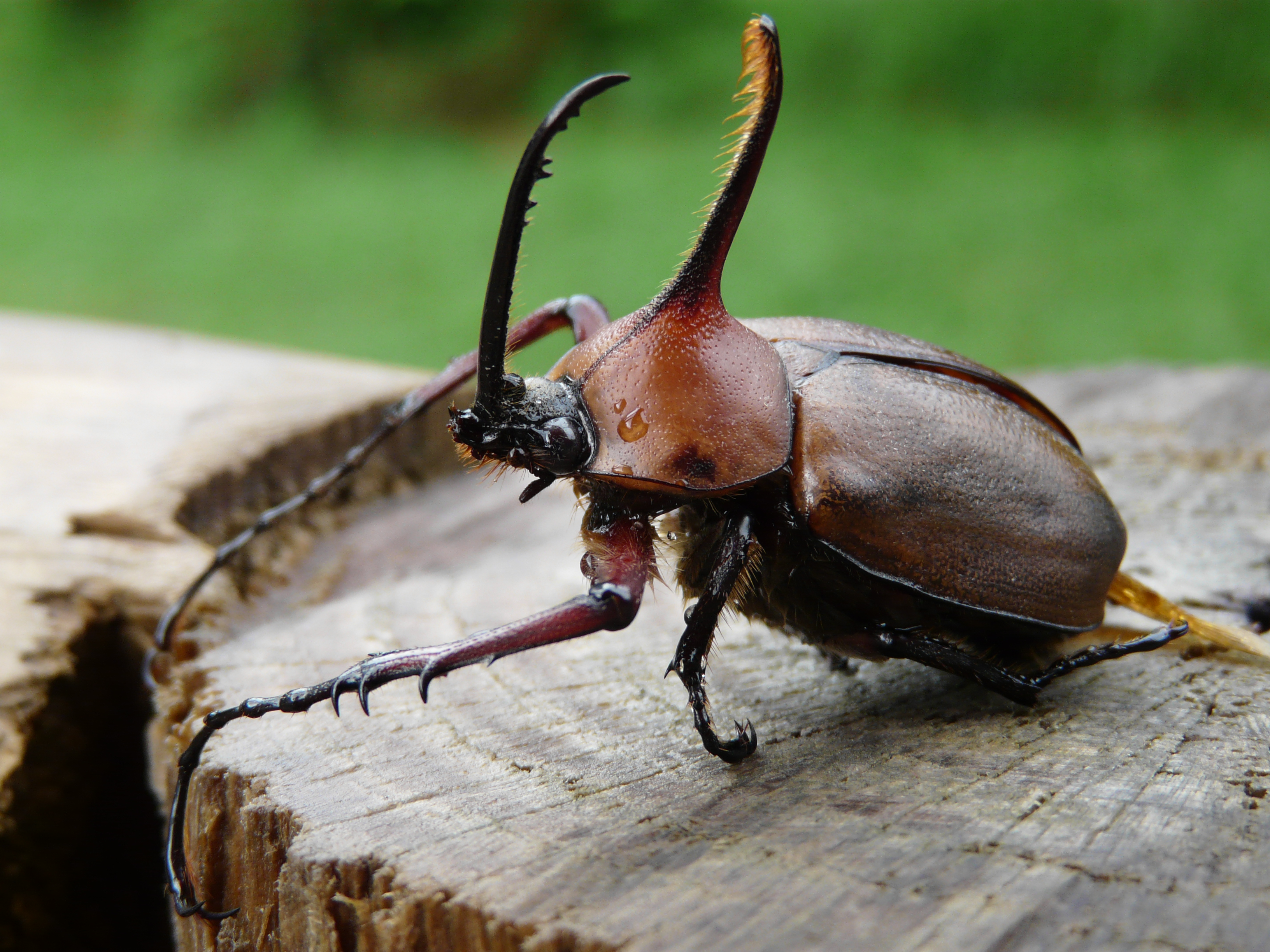
Golofa aegeon de Sudamérica.

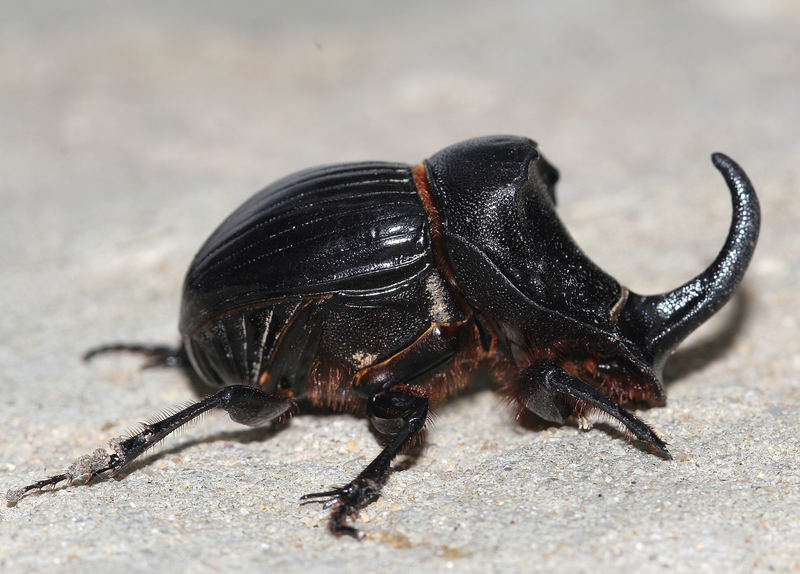
Copris hispanus de España.

Se llama escarabajos corneta europeo a diversos coleópteros provistos de uno o más cuernos en la cabeza, en el protórax o en ambos. La mayoría son miembros de la subfamilia Dynastinae de la familia Scarabaeidae, pero algunos pertenecen a la familia Geotrupidae. Dichos cuernos están, en general, mucho más desarrollados en los machos, en sus luchas para conseguir pareja. Pueden levantar 850 veces su propio peso

## Algunos escarabajos rinoceronte
Existen numerosos géneros de escarabeidos con cuernos, entre las que destacan:
- Familia Scarabaeidae

Subfamilia Dynastinae
- Dynastes, como Dynastes hercules, propio de América Central y del Sur, es uno de los coleópteros más grandes del mundo.
- Oryctes, como Oryctes nasicornis, el escarabajo rinoceronte más grande y más común de Europa.
- Chalcosoma
- Allomyrina
- Eupatorus
- Enema
- Golofa
- Megaceras
- Megacerne
- Megasoma
- Scapanes
- Strategus
- Trichogomphus
- Xylotrupes
- Diloboderus, destaca el Bicho torito o Cascarudo de América del Sur, Diloboderus abderus.

Subfamilia Scarabaeinae
- Copris
- Phanaeus

- Familia Geotrupidae

- Bolbelasmus
- Bolboceras
- Typhoeus

- Familia Ciidae

- Cis
- Octotemnus
- Falsocis
- Strigocis
- Plesiocis

## Galería

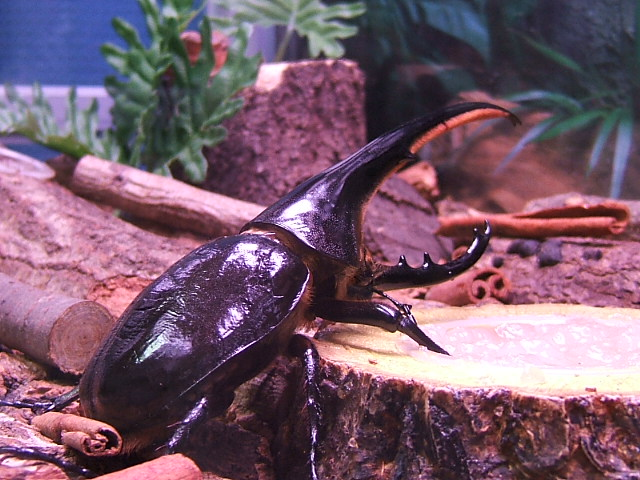
Dynastes hercules, con un cuerno en el protórax y otro en la cabeza
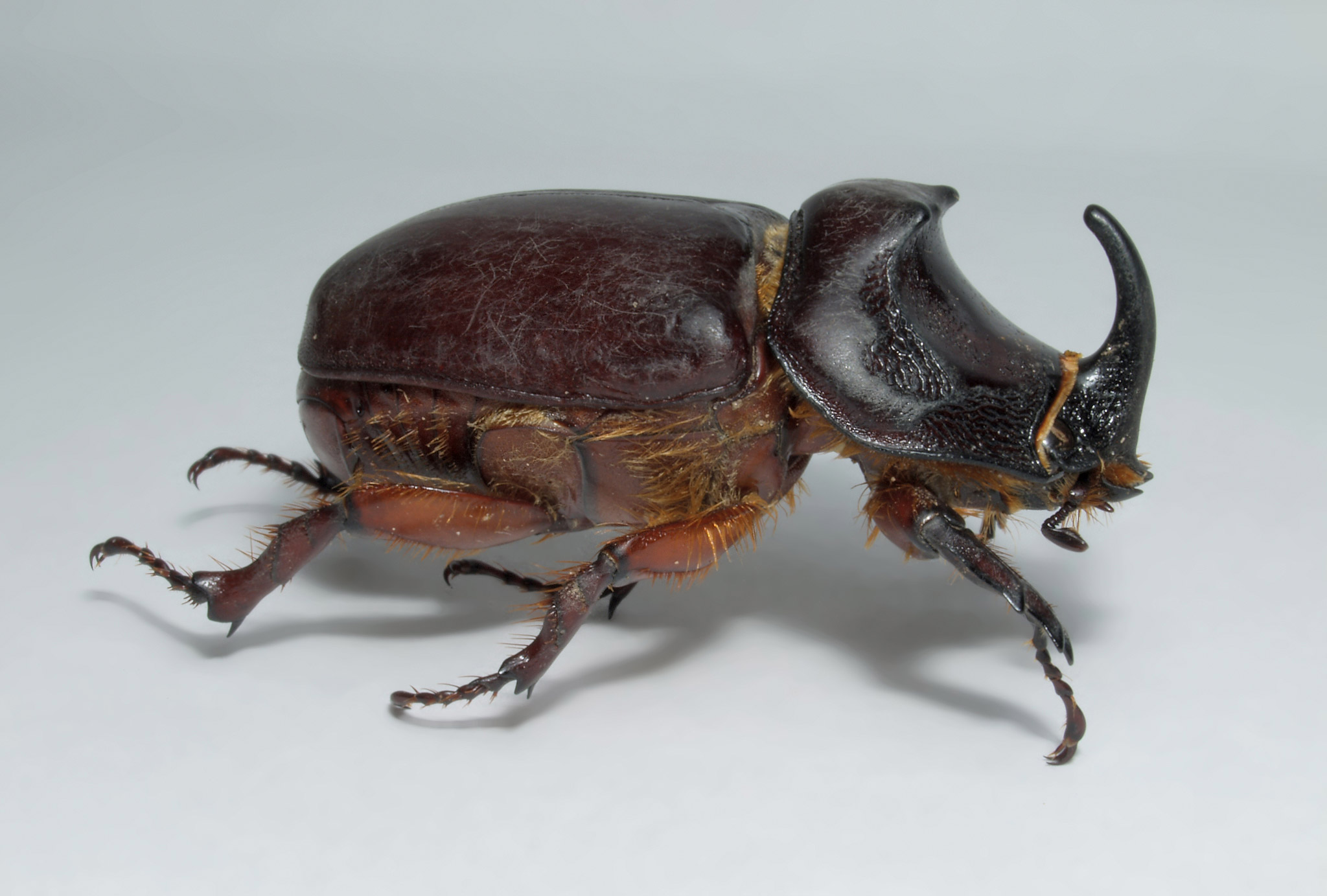
Oryctes nasicornis, con un cuerno en la cabeza y dos pequeñas protuberancias en el protórax
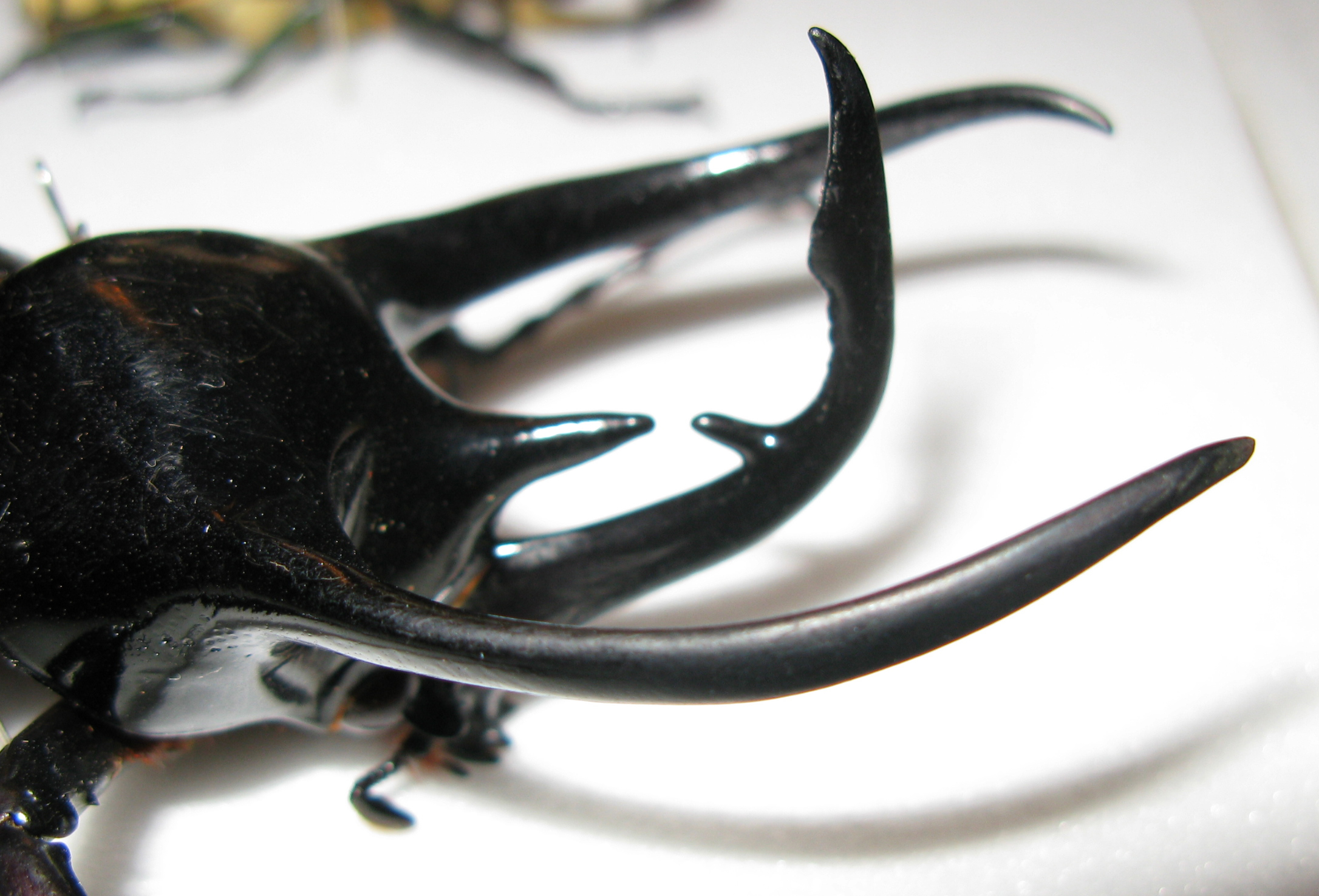
Chalcosoma atlas, con tres cuernos en el protórax y uno en la cabeza
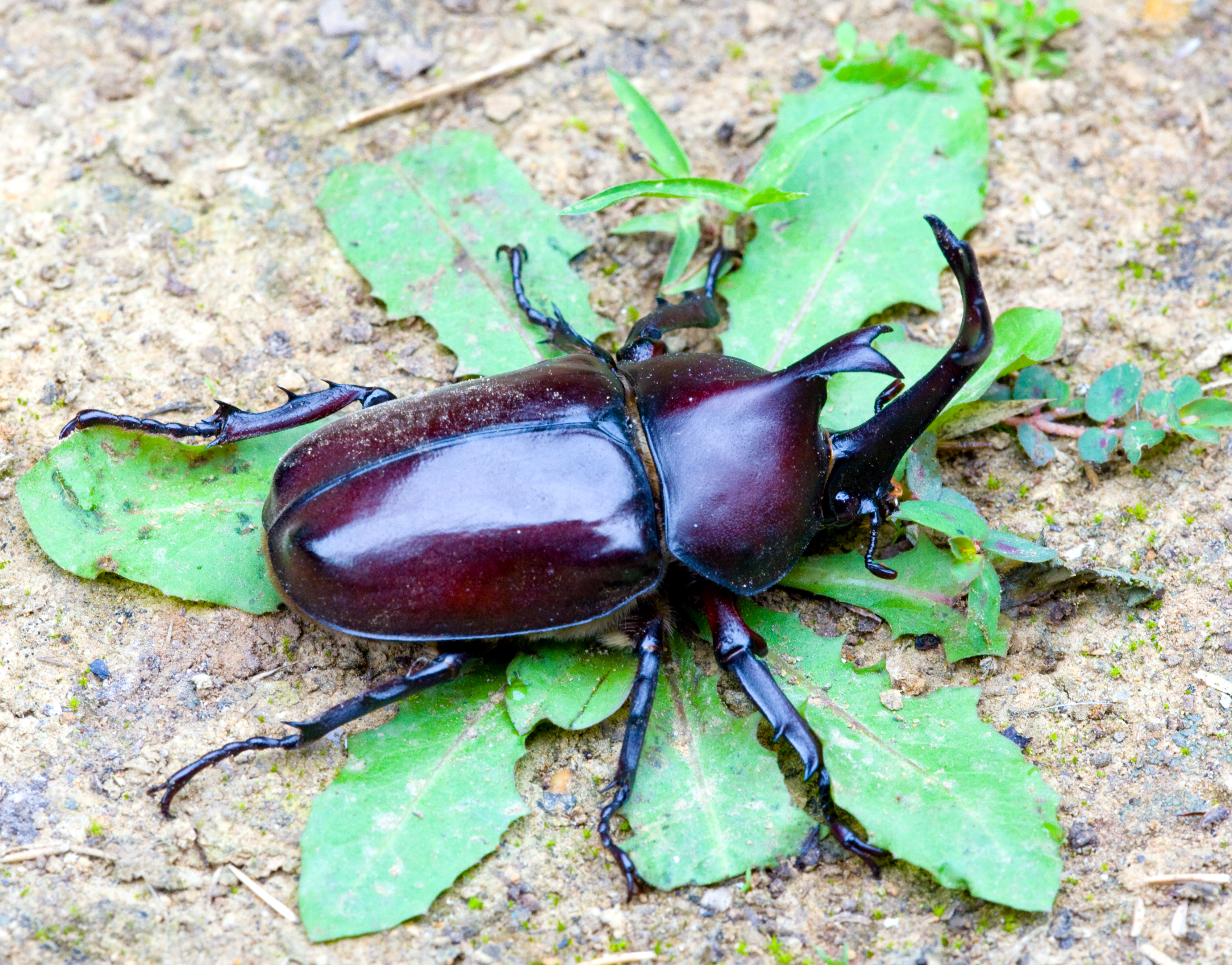
Allomyrina dichotoma
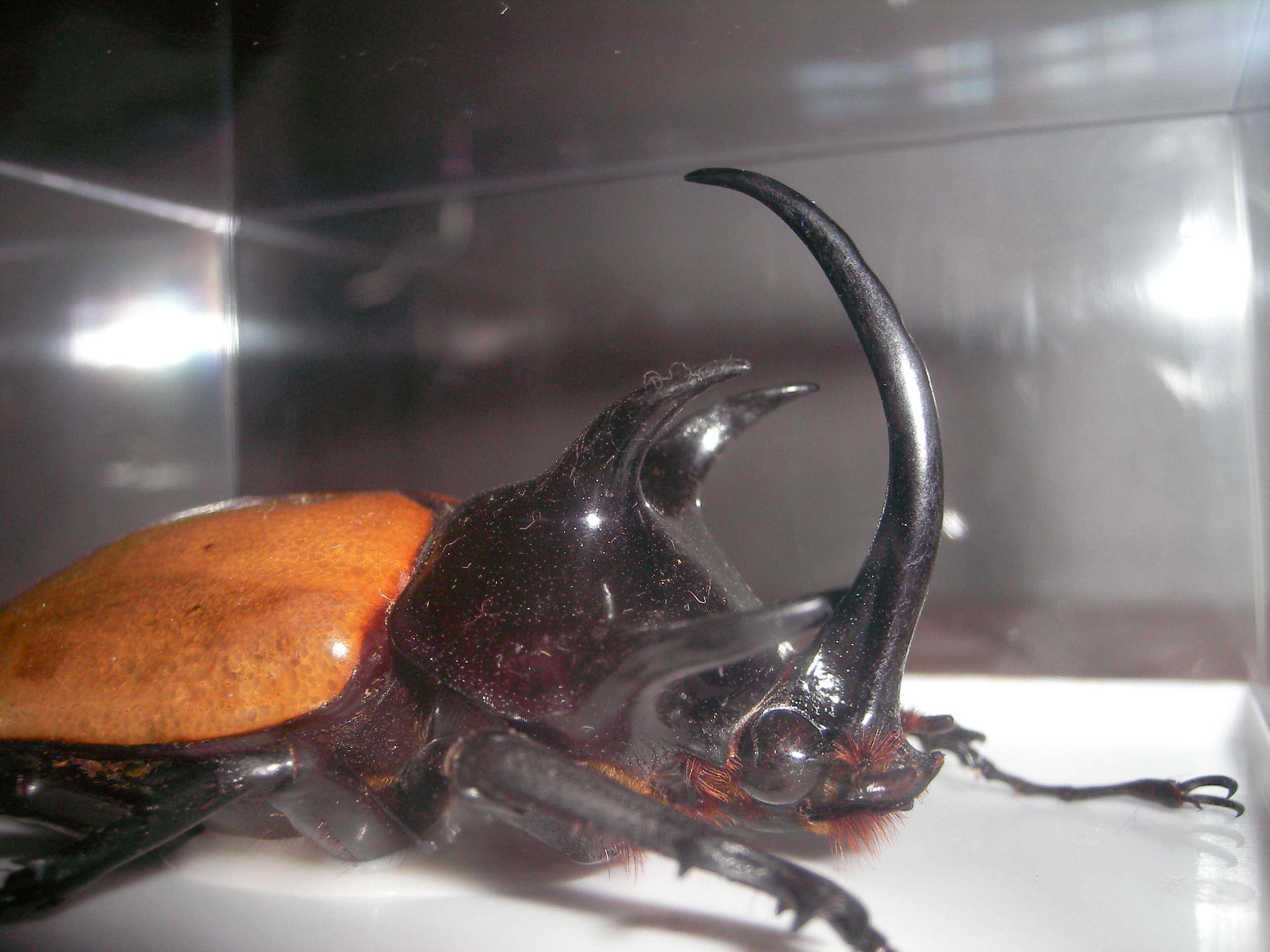
Eupatorus gracilicornis